# Nederländernas Grand Prix 1967
Nederländernas Grand Prix 1967, officiellt XVII Grote Prijs van Nederland var en Formel 1-tävling som hölls den 4 juni 1967 på Circuit Park Zandvoort i Zandvoort i Nederländerna. Det var det tredje av elva lopp ingående i Formel 1-VM 1967 och kördes över 90 varv. Sammanlagt tio förare av sjutton startande fullföljde loppet, varav fyra förare låg på ledarvarvet vid målgång. Loppet vanns av Jim Clark för Lotus, tvåa blev Jack Brabham för Brabham, och trea blev Denny Hulme även han för Brabham. 

## Bildgalleri

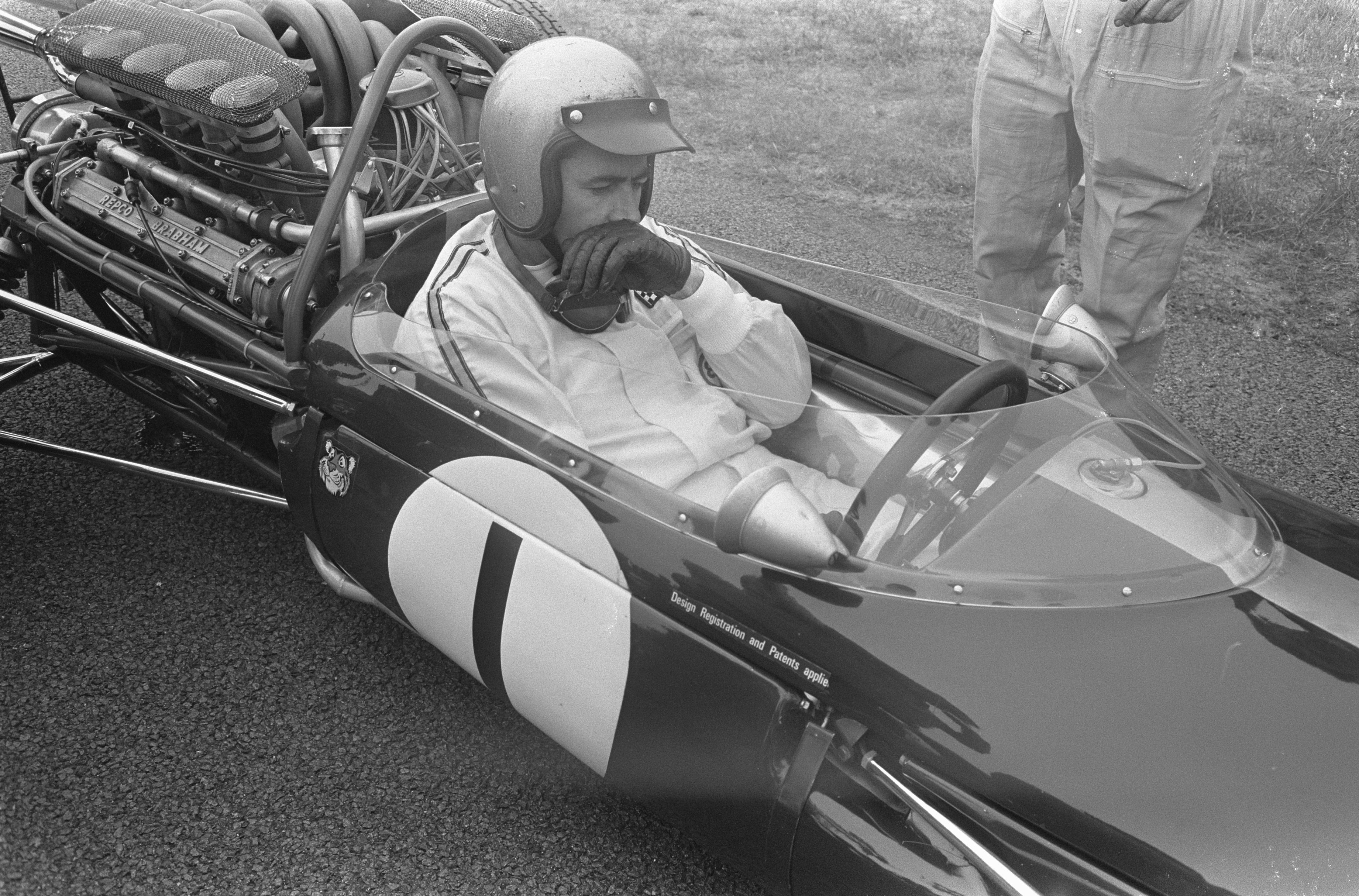
Jack Brabham i sin egenkonstruerade Brabham mad Repco-V8.
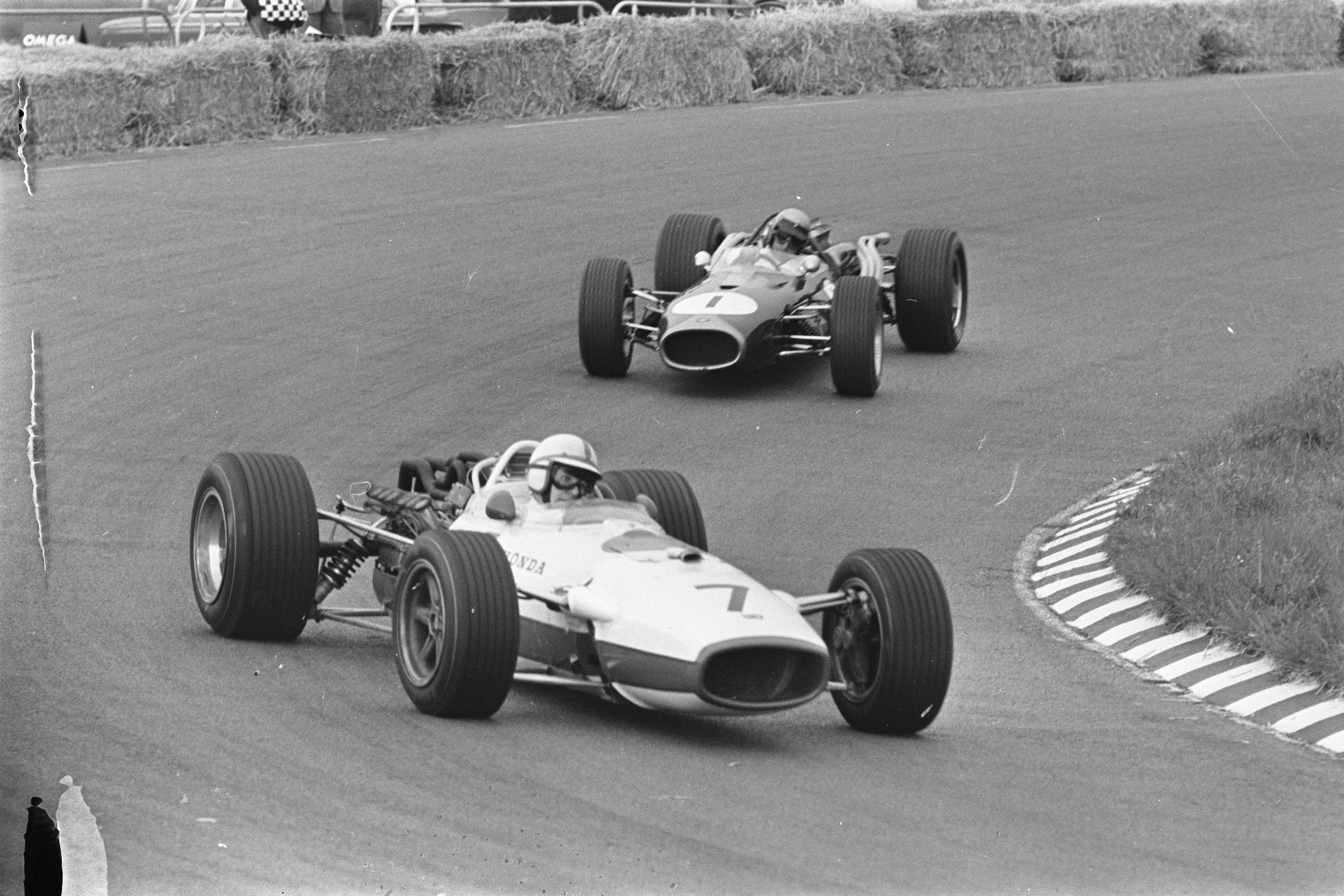
John Surtees och Jack Brabham.
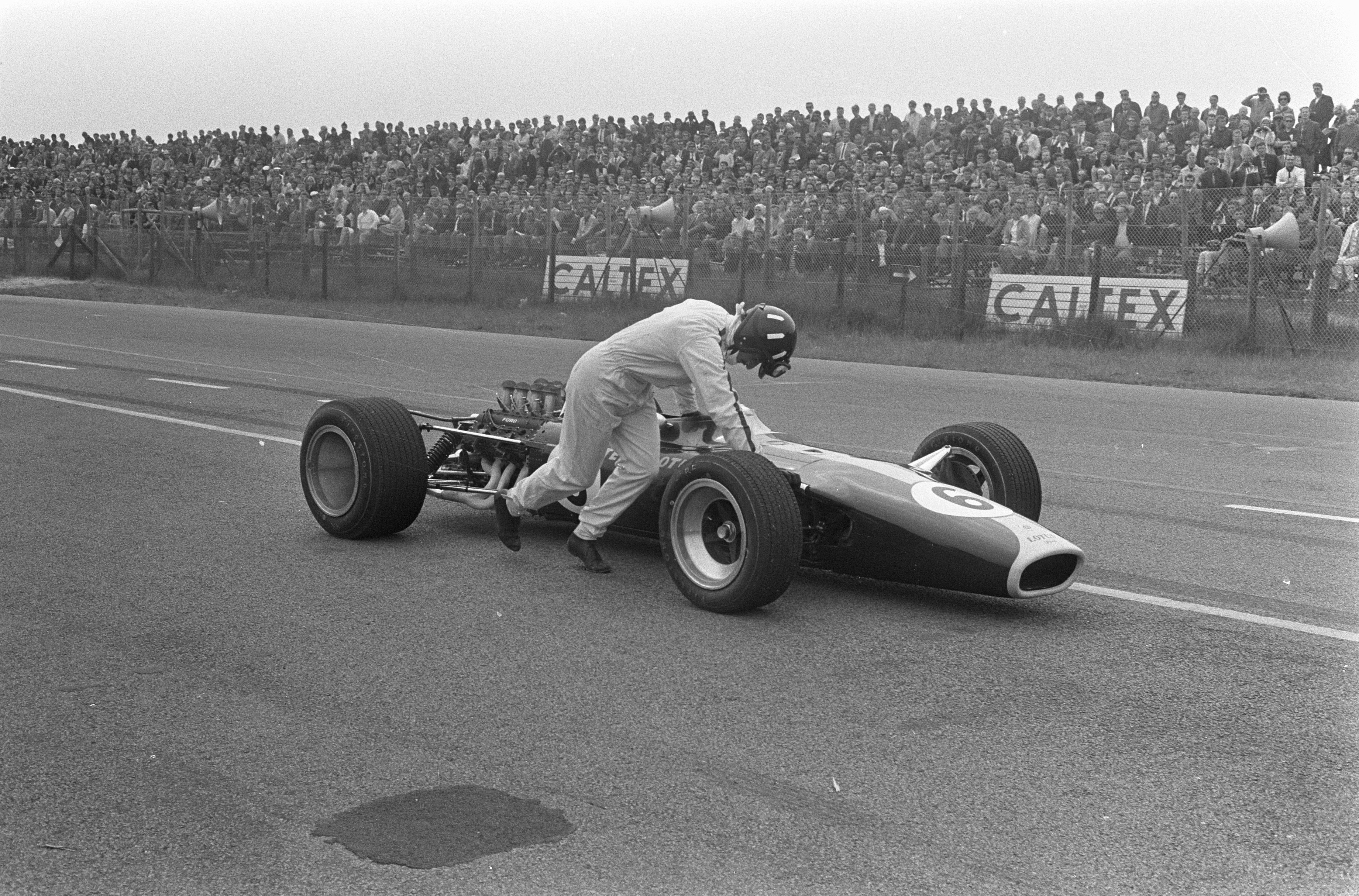
Graham Hill bröt på det 11:e varvet med motorproblem.
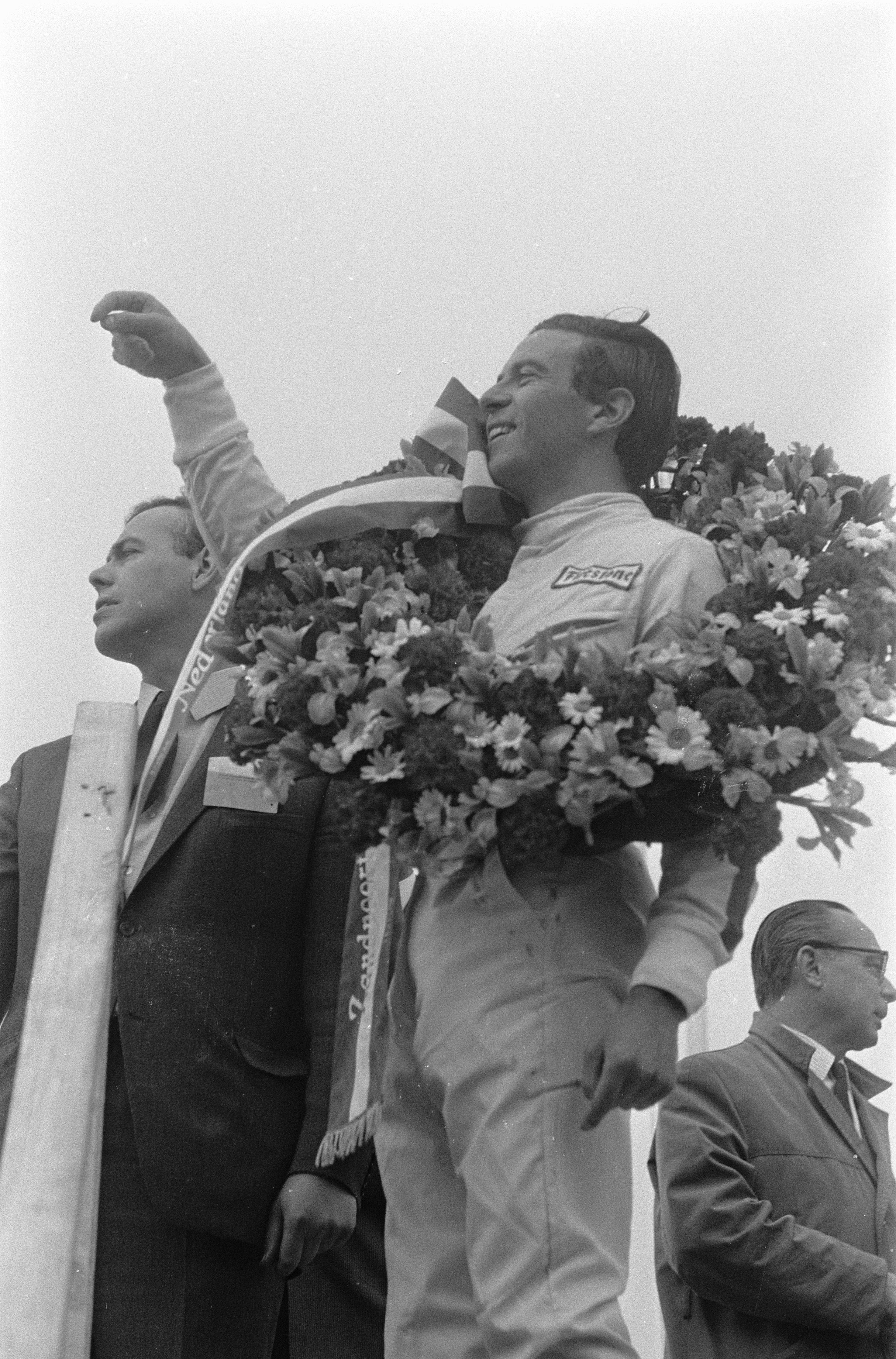
Segraren Jim Clark med segerkransen.

## Resultat
| Pos.    | Nr. | Förare              | Konstruktör     | Däck      | Varv | Tid/Bröt        | Grid | Poäng |
| ------- | --- | ------------------- | --------------- | --------- | ---- | --------------- | ---- | ----- |
| 1       | 5   | Jim Clark           | Lotus-Ford      | Firestone | 90   | 2:14:45.1       | 8    | 9     |
| 2       | 1   | Jack Brabham        | Brabham-Repco   | Goodyear  | 90   | + 23.6          | 3    | 6     |
| 3       | 2   | Denny Hulme         | Brabham-Repco   | Goodyear  | 90   | + 25.7          | 7    | 4     |
| 4       | 3   | Chris Amon          | Ferrari         | Firestone | 90   | + 27.3          | 9    | 3     |
| 5       | 4   | Mike Parkes         | Ferrari         | Firestone | 89   | + 1 varv        | 10   | 2     |
| 6       | 22  | Ludovico Scarfiotti | Ferrari         | Firestone | 89   | + 1 varv        | 15   | 1     |
| 7       | 18  | Chris Irwin         | Lotus-BRM       | Firestone | 88   | + 2 varv        | 13   |       |
| 8       | 10  | Mike Spence         | BRM             | Firestone | 87   | + 3 varv        | 12   |       |
| 9       | 21  | Bob Anderson        | Brabham-Climax  | Firestone | 86   | + 4 varv        | 17   |       |
| 10      | 20  | Jo Siffert          | Cooper-Maserati | Firestone | 83   | + 7 varv        | 16   |       |
| Bröt    | 7   | John Surtees        | Honda           | Firestone | 73   | Gasspjäll       | 6    |       |
| Bröt    | 9   | Jackie Stewart      | BRM             | Goodyear  | 51   | Bromsar         | 11   |       |
| Bröt    | 12  | Jochen Rindt        | Cooper-Maserati | Firestone | 41   | Hjulupphängning | 4    |       |
| Bröt    | 14  | Pedro Rodríguez     | Cooper-Maserati | Firestone | 39   | Växellåda       | 5    |       |
| Bröt    | 6   | Graham Hill         | Lotus-Ford      | Firestone | 11   | Motor           | 1    |       |
| Bröt    | 15  | Dan Gurney          | Eagle-Weslake   | Goodyear  | 8    | Insprutning     | 2    |       |
| Bröt    | 17  | Bruce McLaren       | McLaren-BRM     | Goodyear  | 1    | Olycka          | 14   |       |
| Källor: |     |                     |                 |           |      |                 |      |       |